# جزیره گنج
جزیره گنج (به انگلیسی: Treasure Island) نام رمانی ماجراجویانه است که توسط رابرت لویی استیونسُن نویسنده اسکاتلندی نوشته شده‌است. این رمان در سال ۱۸۸۳ میلادی به صورت کتاب به چاپ رسید و موضوع آن دربارهٔ دزدان دریایی و گنجی مدفون در یک جزیره است. جزیره گنج را غالباً در زمره ادبیات کودک و نوجوان به حساب می‌آورند و منتقدان آن را به خاطر توصیف استادانه نویسنده از شخصیت‌ها و رویدادها و فضای داستان، ستوده‌اند. این کتاب بارها به روی صحنه تئاتر و پرده سینماها رفته و از محبوبیت خاصی به ویژه نزد نوجوانان، برخوردار است.
این کتاب تأثیر بسیار زیادی بر عامه مردم در رابطه با موضوع دزدان دریایی بر جای گذاشت که از جمله این موارد می‌توان به وجود عناصری همچون کشتی شونر، نقشه مشخص شده با علامت X, نقطه‌های سیاه، جزایر گرمسیری و دریانوردی یک‌پا که یک طوطی را بر شانه خود حمل می‌کرد اشاره داشت. ....

## نگارخانه

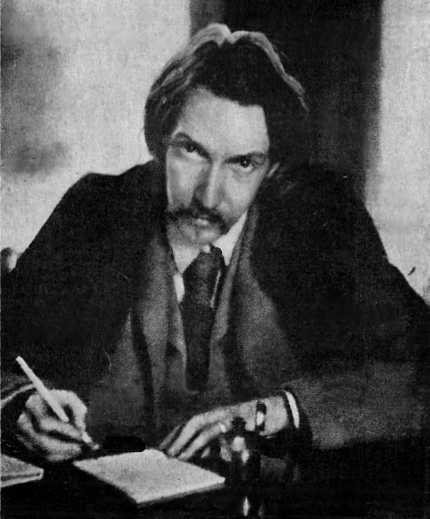
رابرت لویی استیونسن
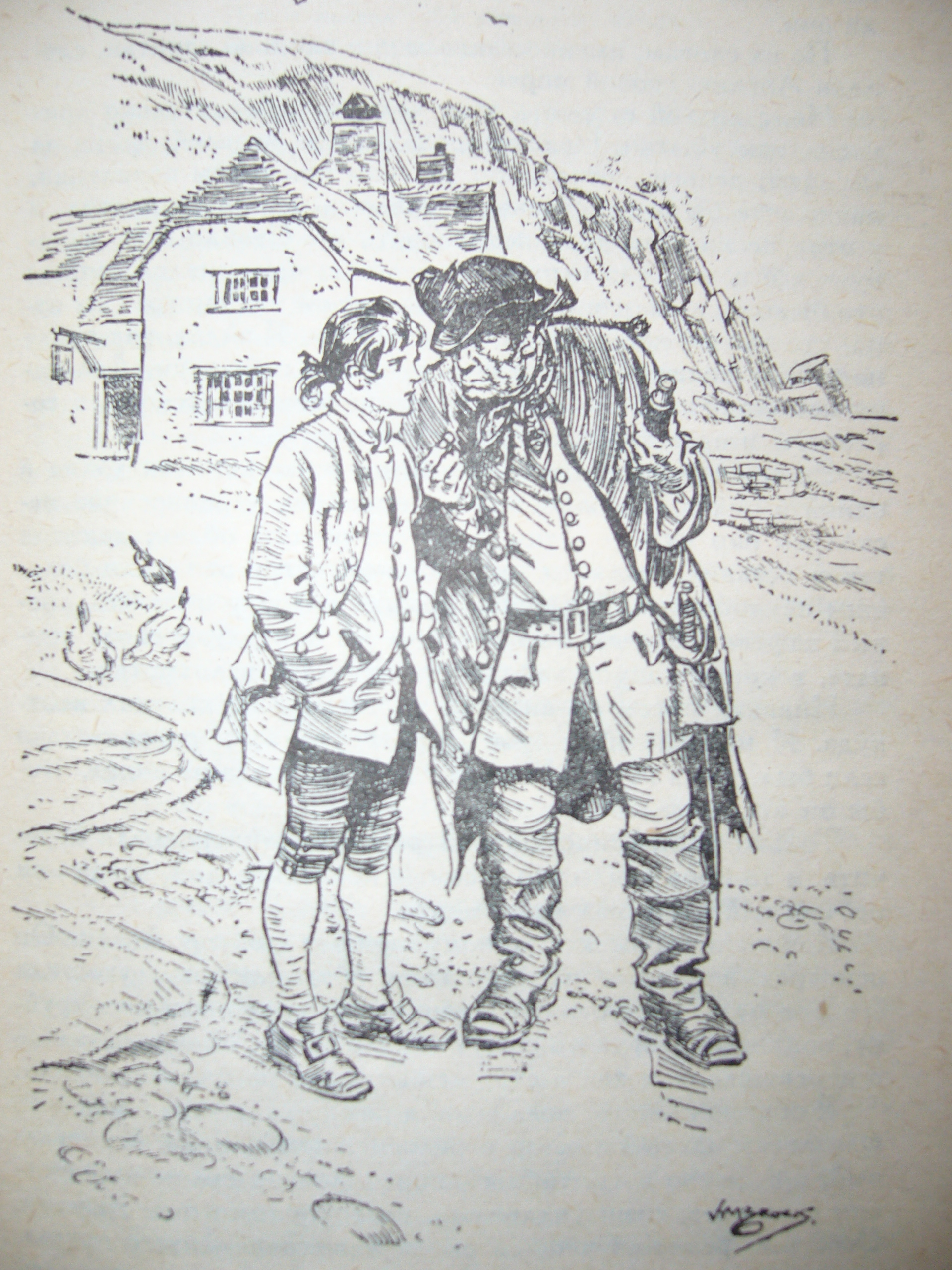
جیم هاوکینز
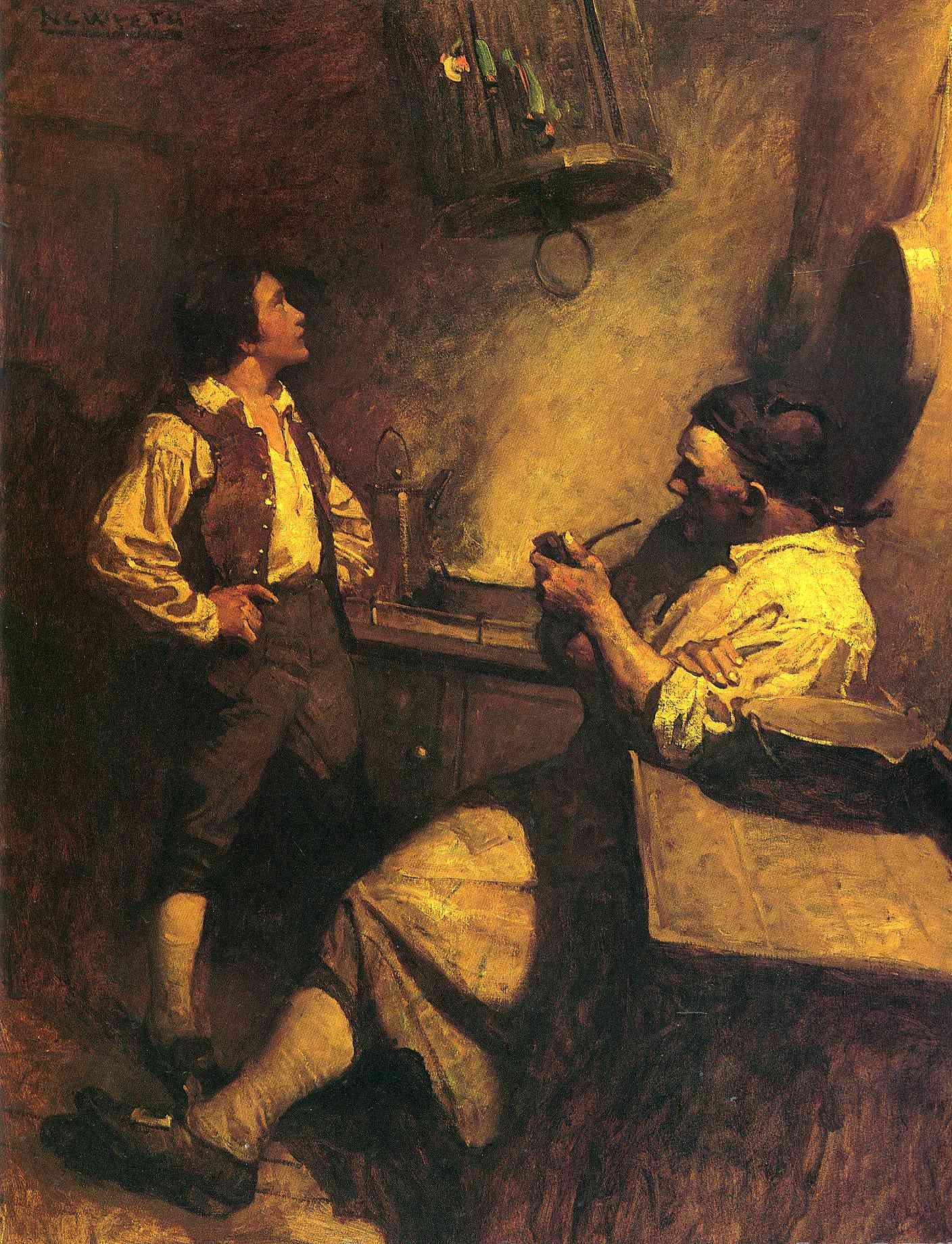
جیم هاوکینز و لانگ جان سیلور به همراه طوطی
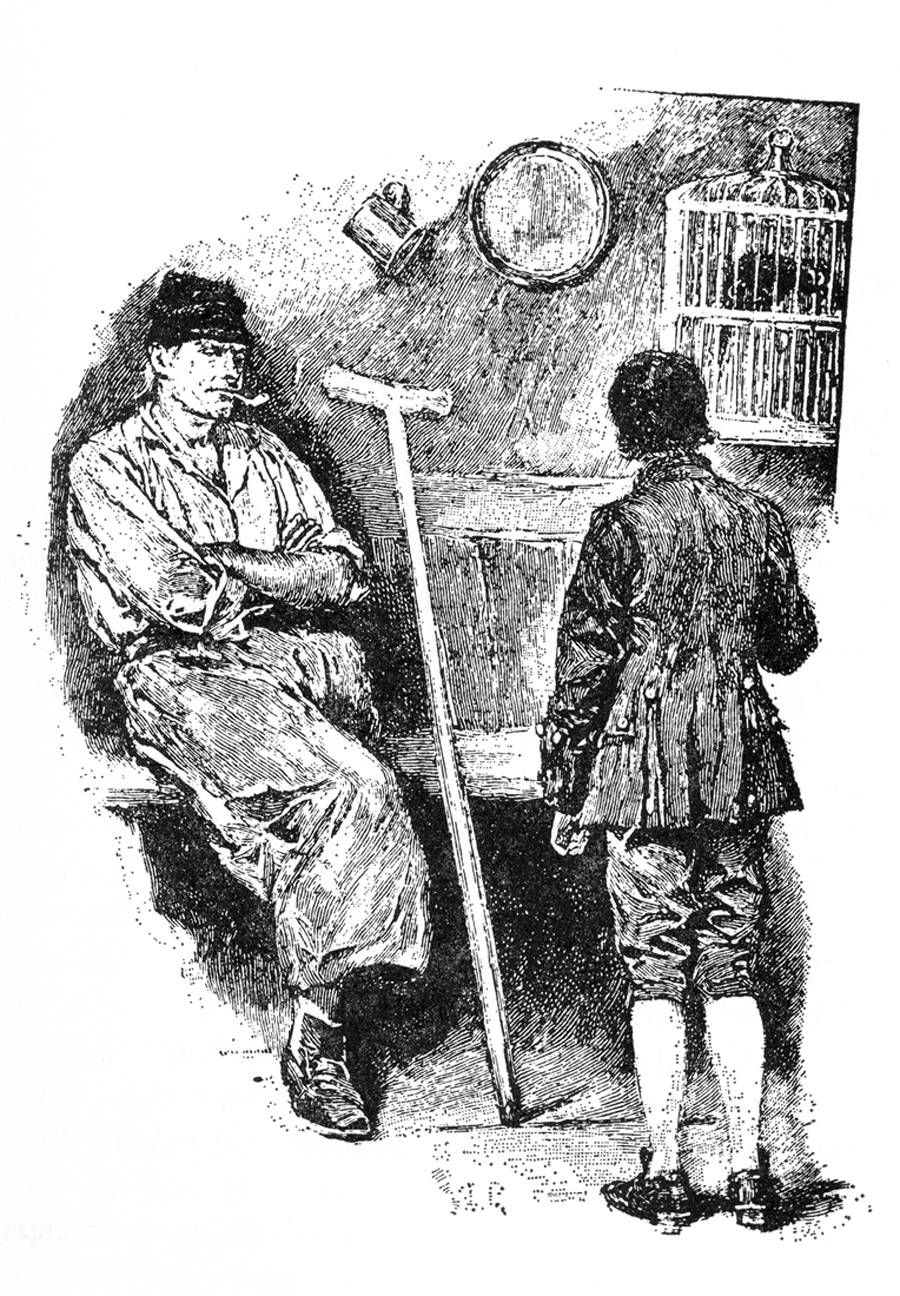
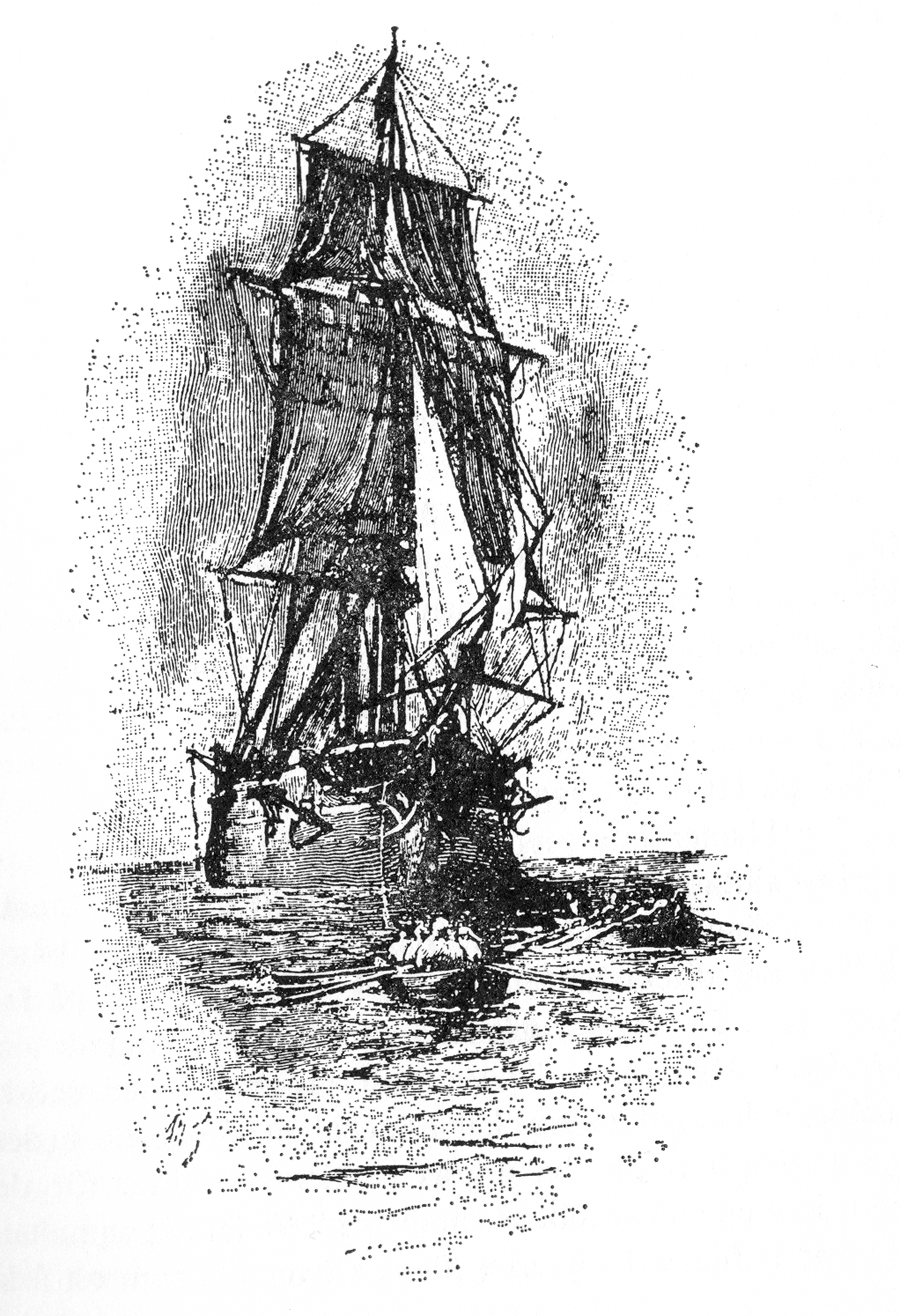
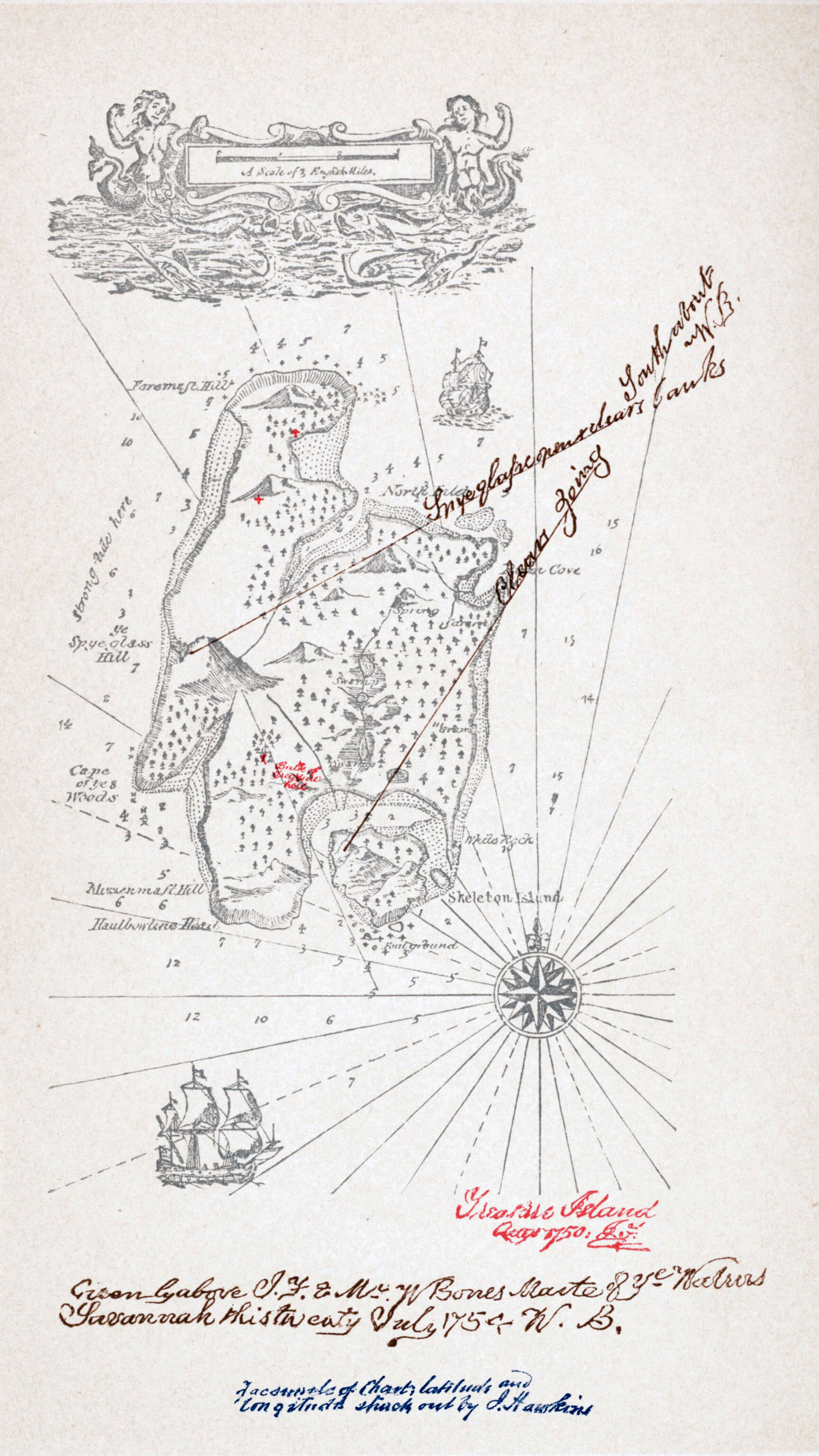
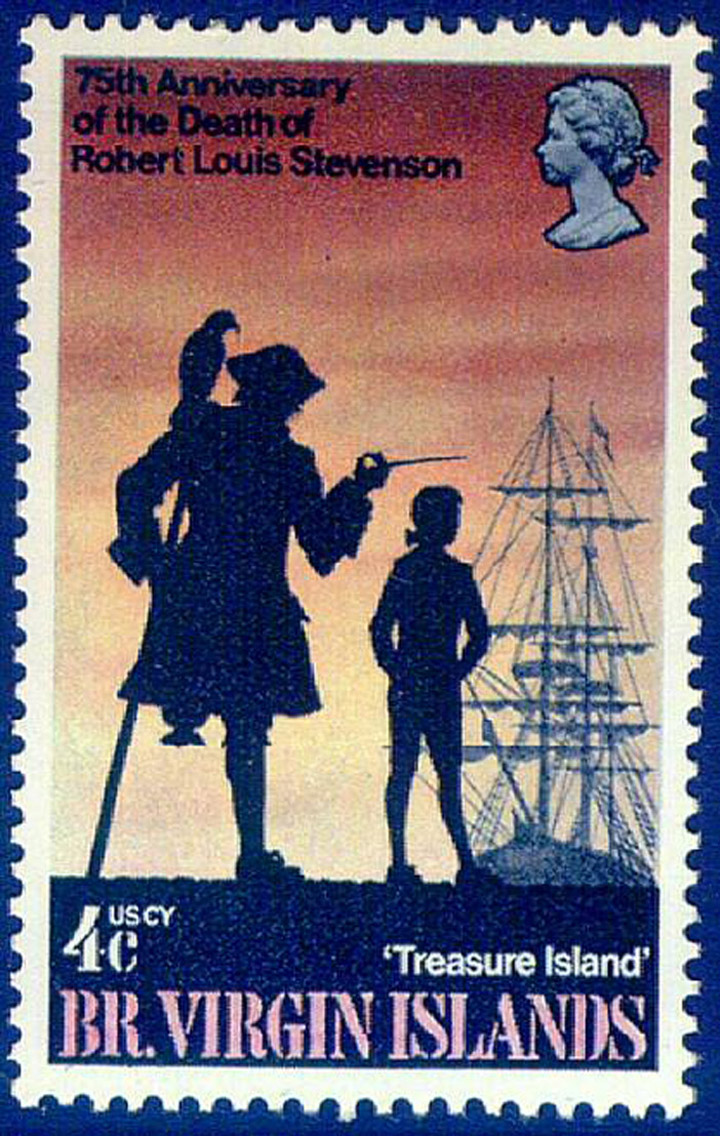
تمبر مربوط به سال ۱۹۶۹ با موضوع جزیره گنج
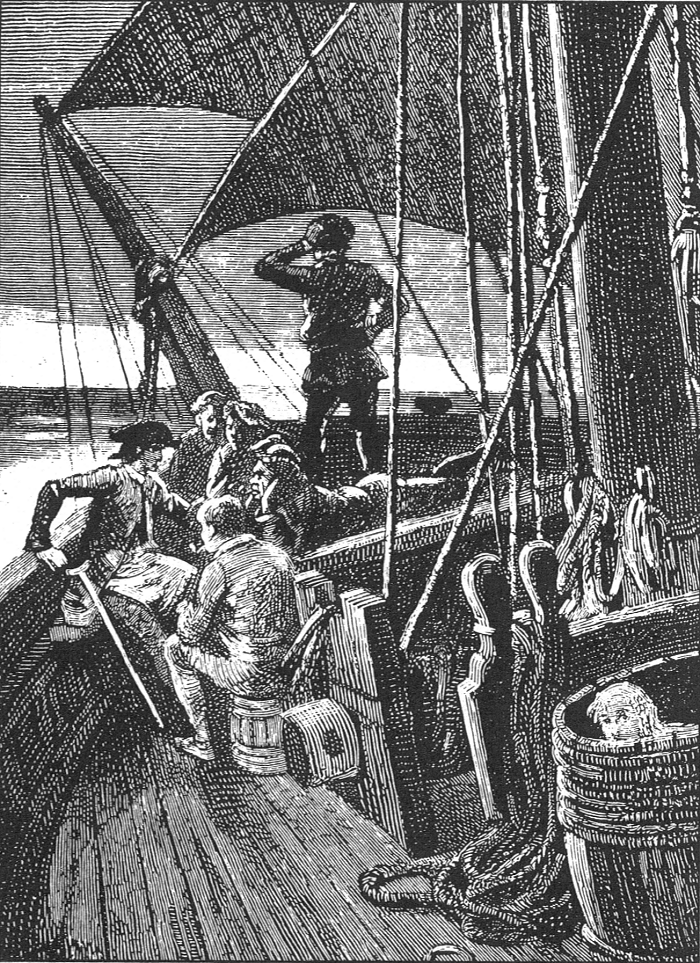
جیم هاوکینز سخنان سیلور با ملوانان را اتفاقی می‌شنود
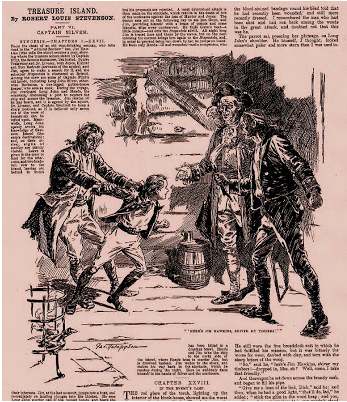